# Гок-Коув (Техас)
Гок-Коув (англ. Hawk Cove) — місто (англ. city) в США, в окрузі Гант штату Техас. Населення — 452 особи (2020).

## Географія
Гок-Коув розташований за координатами 32°53′1″ пн. ш. 96°4′59″ зх. д. / 32.88361° пн. ш. 96.08306° зх. д. (32.883582, -96.083125).  За даними Бюро перепису населення США в 2010 році місто мало площу 1,02 км², уся площа — суходіл. В 2017 році площа становила 0,95 км², уся площа — суходіл.

## Демографія
Згідно з переписом 2010 року, у місті мешкали 483 особи в 184 домогосподарствах у складі 123 родин. Густота населення становила 475 осіб/км².  Було 232 помешкання (228/км²).
Расовий склад населення:
| - 95,7 % — білих - 1,2 % — корінних американців - 0,4 % — азіатів - 0,2 % — чорних або афроамериканців |

До двох чи більше рас належало 2,3 %. Частка іспаномовних становила 5,2 % від усіх жителів.
За віковим діапазоном населення розподілялося таким чином: 24,8 % — особи молодші 18 років, 60,7 % — особи у віці 18—64 років, 14,5 % — особи у віці 65 років та старші. Медіана віку мешканця становила 41,1 року. На 100 осіб жіночої статі у місті припадало 94,0 чоловіків;  на 100 жінок у віці від 18 років та старших — 89,1 чоловіків також старших 18 років.
Середній дохід на одне домашнє господарство  становив 34 428 доларів США (медіана — 30 938), а середній дохід на одну сім'ю — 33 435 доларів (медіана — 29 250). За межею бідності перебувало 21,2 % осіб, у тому числі 10,4 % дітей у віці до 18 років та 16,4 % осіб у віці 65 років та старших.
Цивільне працевлаштоване населення становило 124 особи. Основні галузі зайнятості: роздрібна торгівля — 25,8 %, науковці, спеціалісти, менеджери — 10,5 %, транспорт — 8,9 %, освіта, охорона здоров'я та соціальна допомога — 8,9 %.